# E603 (trasa europejska)
E603 – oznaczenie europejskiej trasy łącznikowej, biegnącej przez Francję. Długość trasy wynosi 180 km.

## Przebieg
Saintes - Angoulême - Limoges